# I.C.U.
『I.C.U.』は、タイム涼介による日本の漫画作品。『コミックビーム』にて2011年4月号より2013年2月号まで連載。連載開始当初は『-I.C.U.-』という表記だった。

## あらすじ
物理学者・磯呂井心（いそろい しん）は、スイスでのある実験の失敗をめぐり上司と衝突し、会社を辞めて日本に帰ってきた。職が決まらず、よろよろと町をさまよっていたが、小学生の頃に親友だった或木仁（あるき にん）が有名霊能者として活躍している事を偶然知る。久し振りの再会で、即座に打ち解ける心と仁。仁は一時マスコミに持てはやされ大スターだったが、今では逆にインチキのレッテルを貼られ信用を失い、稼いだ金もマネージャーに持ち逃げされ、酒びたりの生活を送っていた。心は、仁を霊能者として再出発させるため、霊感の有るスタッフを募集する。しかし集まるのは、役に立たなそうな自称霊能者や変人ばかり。だが最後に現れた少女は、雨でずぶ濡れになりながらも顔を伏せ、声も出さず、明らかに異常な様子だった。嘔吐し、ついに呼吸も止まってしまう。一目で本当に取り憑かれていると悟った仁は、手際よくさっさと除霊してしまう。心と仁、そして少女・アミノの除霊商売が始まったのだった。

## 単行本
- タイム涼介『I.C.U.』 エンターブレイン〈ビームコミックス〉、全3巻
  1. 2011年9月24日発売 ISBN 978-4-04-727531-7
  2. 2013年1月25日発売 ISBN 978-4-04-728663-4
  3. 2013年1月25日発売 ISBN 978-4-04-728664-1